# Harpagophytum procumbens
Harpagophytum procumbens är en sesamväxtart. Harpagophytum procumbens ingår i släktet Harpagophytum och familjen sesamväxter.

## Underarter
Arten delas in i följande underarter:
- H. p. procumbens
- H. p. transvaalense

## Bildgalleri

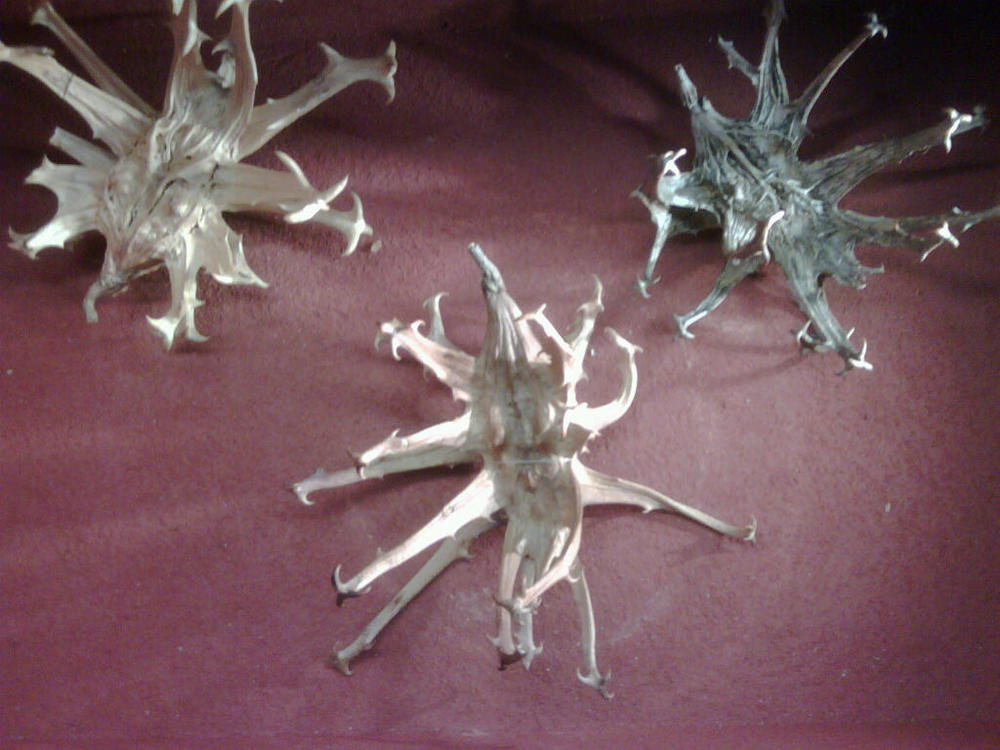
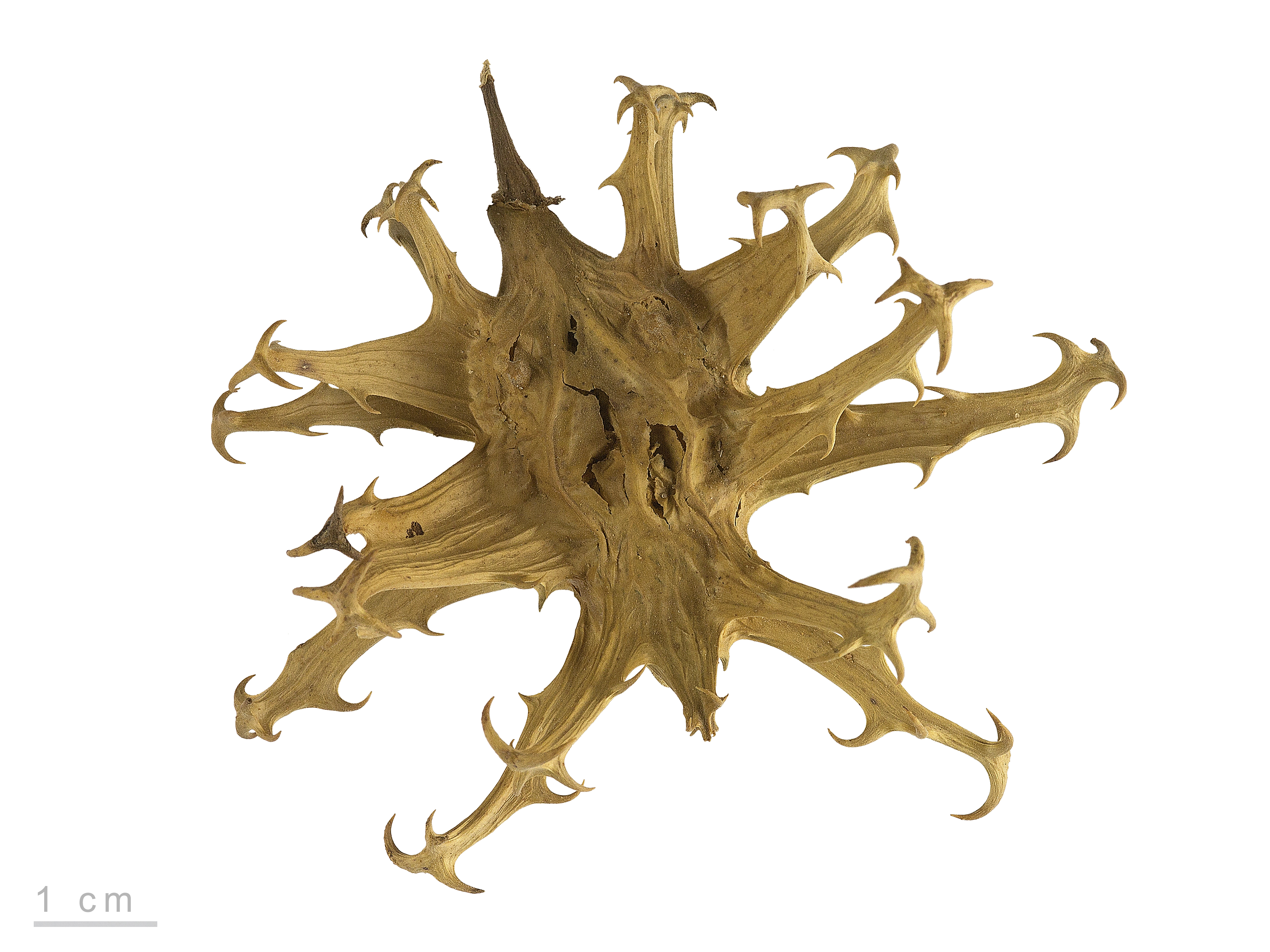
Harpagophytum procumbens - Museum specimen